# 2023년 토론토 블루제이스 시즌
2023년 토론토 블루제이스 시즌은 메이저리그의 프로 야구단 토론토 블루제이스의 2023년 시즌을 일컫는다. 지난 시즌 감독 대행이었던 존 슈나이더가 정식 감독으로 승격되어 팀을 이끈 첫 시즌이다. 팀은 아메리칸리그 동부지구 5팀 중 3위, 와일드카드 3위에 올랐다. 시애틀 매리너스에 단 1경기 앞서며 포스트시즌 진출에 성공했으나 와일드카드시리즈에서 미네소타 트윈스에게 2전 2패로 스윕을 당하며 탈락했다.

## 선수단
- 선발투수: 가우스먼, 배싯, 베리오스, 기쿠치, 류현진, 파슨스, 마노아
- 구원투수: 메이자, 스완슨, 잭슨, 힉스, 카브레라, 손튼, 대너, 가르시아, 배스, 리차드, 피어슨, 그린, 팝, 심버
- 마무리투수: 로마노, 프란시스, 해치, 화이트
- 포수: 커크, 잰슨, 하이네만
- 1루수: 게레로, 호위츠
- 2루수: 슈나이더, 클레멘트, 비지오, 메리필드, 에스피날
- 유격수: 비솃, 맥코이, 데용
- 3루수: 채프먼
- 좌익수: 바쇼, 루플로
- 중견수: 키어마이어, 에덴
- 우익수: 스프링어, 룩스
- 지명타자: 벨트

## 기록
- 골든글러브: 베리오스 (투수), 채프먼 (3루수), 키어마이어 (중견수)